# همزمانی ساعت
همزمانی ساعت (به انگلیسی: Clock synchronization) در علوم کامپیوتر و مهندسی راه حلی برای مشکل تفاوت ساعت کامپیوترها است و تصور می‌کند که ساعت کامپیوترها چه خانگی و چه سرورهای غیر ساعت، به دلیل تفاوت در سیگنال ساعت آن‌ها، با یکدیگر متفاوت است.